# إرلانا لاركنز
إرلانا لاركنز (بالإنجليزية: Erlana Larkins) مواليد 2 أبريل 1986 في ويست بالم بيتش، هي لاعبة كرة سلة أمريكية. بدأت مسيرتها الاحترافية في سنة 2008. تم اختيارها من قبل فريق نيويورك ليبرتي خلال الدرافت. تلعب مع إنديانا فيفر في دوري الاتحاد الوطني لكرة السلة النسائية. وتحمل الرقم 2. حققت المركز الأول في دورة الألعاب الأمريكية 2007. فازت بلقب دوري المحترفات.

## المسيرة الاحترافية
لعبت مع نيويورك ليبرتي في موسم 2008–2009، ثم لعبت مع نادي سامسون لكرة السلة للسيدات في موسم 2008–2009، ثم لعبت مع إنديانا فيفر في سنة 2012، ثم لعبت مع نادي سكيو لكرة السلة للسيدات في سنة 2014.

## الميداليات
| الميدالية | المسابقة                    |
| --------- | --------------------------- |
| ذهبية     | دورة الألعاب الأمريكية 2007 |

## روابط خارجية
- إرلانا لاركنز على موقع الاتحاد الدولي لكرة السلة (الإنجليزية)
- إرلانا لاركنز على موقع الاتحاد الوطني لكرة السلة النسائية (الإنجليزية)
- إرلانا لاركنز على موقع كرة السلة الأوروبية.كوم (الإنجليزية)
- إرلانا لاركنز على موقع كلية كرة السلة في سبورتس رفرنس.كوم (الإنجليزية)
- إرلانا لاركنز على موقع بروبوليرز (الإنجليزية)
- إرلانا لاركنز على موقع سبورتس رفرنس (الإنجليزية)